# Таранов Сергій Глібович
Таранов Сергій Глібович (17 березня 1936, Київ — 20 березня 2015) — український науковець, доктор технічних наук, професор.

## Життєпис
Таранов Сергій Глібович народився 17 березня 1936 у Києві. Помер 20 березня 2015 у Києві.
В 1959 році закінчив Київський політехнічний інститут (КПІ).
З 1964 по 2015 роки працював у Інституті електродинаміки НАН України. З 1977 по 2011 роки був завідувачем відділу контролю параметрів електромагнітних процесів, а з 2011 по 2015 роки працював головним науковим співробітником цього відділу Інституту електродинаміки НАН України .
З квітня 2000 року по березень 2015 року був Членом-кореспондентом Відділення фізико-технічних проблем енергетики НАН України .

## Наукова діяльність
Багаторічна наукова діяльність проходила у Інституті електродинаміки НАН України. Його наукові роботи присвячені розробленню як теоретичних засад засобів вимірювання параметрів та характеристик, так і впровадженню їх у виробництво на низці приладобудівних підприємств України. Засоби вимірювання параметрів та характеристик електричних сигналів, розроблені за його керівництвом серійно випускались на виробничому об’єднанні (ВО) «Електровимірювач» (м. Житомир), ВО «Точелектроприлад» (м. Київ), ВО імені С. П. Корольова (м. Київ) та інших заводах. За його участі створено та впроваджено у експлуатацію інформаційно-вимірювальну діагностичну систему для визначення ступеня деградації складних енергетичних об'єктів .
Серед його учнів 5 докторів та 25 кандидатів наук. Він є автором понад 400 наукових публікацій, в тому числі 12 монографій та понад 170 винаходів .

## Почесні нагороди
У 1978 році отримав Державну премію УРСР в галузі науки і техніки (див. також Лауреати Державної премії УРСР у галузі науки і техніки).
У 1985 році став «Заслуженим винахідником УРСР».
У 1990 році став лауреатом Премії імені С. О. Лебедєва за цикл робіт «Створення теорії та розробка вимірювальної апаратури для визначення магнітних характеристик матеріалів на основі рідкісноземельних елементів» .